# كهف جورج التحتي
كهف جورج التحتي (بالإنجليزية: George's Bottom Cave)‏ هو كهف يقع ضمن أقاليم ما وراء البحار البريطانية في منطقة جبل طارق التابعة للتاج البريطاني.